# Armia Korsyki
Armia Korsyki (kor. Armata Corsa) – zbrojna organizacja separatystyczna z Korsyki.

## Historia
Założona w 1999 roku. Stosuje mafijne metody działania i jest ściśle powiązana z organizacjami przestępczymi. Na koncie ma zamachy terrorystyczne, prawdopodobnie także na terenie kontynentalnej Francji. Celem ataków Armii Korsyki są obiekty użyteczności publicznej, budynki wojskowe i policyjne, banki czy obiekty turystyczne.
W sierpniu 2000 roku domniemany lider organizacji Jean-Michel Rossi i jego ochroniarz Jean-Claude Fracatti, zostali zamordowani w korsykańskiej miejscowości L’Île-Rousse. Do zbrodni nie przyznała się żadna organizacja, sama Armia Korsyki oskarżyła o konkurencyjne organizacje nacjonalistyczne.
Pozostaje w stanie wojny z Frontem Narodowego Wyzwolenia Korsyki (FLNC).

## Liczebność
W 2003 roku liczyła 30 członków.

## Ideologia
Jest ugrupowaniem nacjonalistycznym i separatystycznym domagającym się pełnej niepodległości Korsyki.